# کلوش (شهر اتریش)
کلوش (به آلمانی: Klöch) یک منطقهٔ مسکونی در اتریش است که در زودوست‌اشتایرمارک واقع شده‌است. کلوش ۱۶٫۳۹ کیلومتر مربع مساحت دارد ۲۹۰ متر بالاتر از سطح دریا واقع شده‌است.